# プライム プラネット エナジー&ソリューションズ
プライム プラネット エナジー&ソリューションズ株式会社（英: Prime Planet Energy & Solutions, Inc.）は、トヨタ自動車とパナソニック ホールディングス（旧・パナソニック〈初代法人〉）の合弁会社。HEV用(高出力電池)において世界シェア1位である。
車載用電池（角形リチウムイオン電池）の開発・製造・販売を行っている。

## 沿革
- 2017年（平成29年）12月13日 - トヨタとパナソニックが車載用角形電池事業の協業について検討を開始。
- 2019年（平成31年）1月21日 - 両社が車載用角形電池事業に関する合弁会社の設立に合意。
- 2020年（令和2年）
  - 4月1日 -「プライム プラネット エナジー&ソリューションズ株式会社」設立[2]。
  - 10月6日 - ハイブリッド電気自動車向けの角形リチウムイオン電池の生産を、パナソニックのインダストリアルソリューションズ社エナジーソリューション事業部の徳島工場で2022年（令和4年）から開始することを決定[3]。